# Regla Bell
Regla Maritza Bell MacKenzie (L'Avana, 6 luglio 1970) è un'ex pallavolista cubana.

## Carriera
Conosciuta come la Sinistra d'Oro, ha vinto tre medaglie olimpiche nella pallavolo con la nazionale femminile cubana, tutte d'oro. In particolare ha trionfato con la sua squadra alle Olimpiadi di Barcellona 1992, alle Olimpiadi di Atlanta 1996 e alle Olimpiadi di Sydney 2000.
Nelle sue partecipazioni ai campionati mondiali ha conquistato due medaglie d'oro, una nel 1994 e una nel 1998.
Inoltre ha vinto quattro medaglie d'oro (1989, 1991, 1995 e 1999) alla Coppa del Mondo femminile di pallavolo.
Nelle edizioni del World Grand Prix a cui ha partecipato ha ottenuto due ori (1993 e 2000), un argento (1994) e due bronzi (1995 e 1998).
Per quanto riguarda la sua esperienza nei club, ha militato, tra gli altri, con Despar Perugia (con cui ha vinto la coppa Italia 1999), Grupo 2002 Murcia (2005-2006), Ciudad Las Palmas G.C. Cantur (2007-2009), São Caetano (2009-2010), Figaro Peluqueros Tenerife (2010-2011) e Nuchar Eurochamp Murillo (2011-2012).

## Palmares

### Club
- Coppa Italia: 1

1998-99
- Coppa delle Coppe: 1

1999-00

### Premi individuali
- 1993 - World Grand Prix: Miglior difensore
- 1993 - Grand Champions Cup: MVP e miglior attaccante
- 1997 - Grand Champions Cup: Miglior attaccante